# Дарио Колоња
Дарио Колоња (итал. Dario Cologna; Санта Марија Вал Мустер 11. март 1986) је швајцарски нордијски скијаш, троструки олимпијски победник.
На Олимпијски играма дебитовао је 2010. године у Ванкуверу где је освојио златну медаљу у дисциплини 15 km слободним стилом. На Олимпијским играма 2014. године одржаним у Сочију освојио је две златне медаље, златно на дистанци од 15 km класичним стилом као и злато на дистанци од 30 km у дисциплини скиатлон. На Олимпијским играма у Пјонгчангу 2018. освојио је ново злато на 15 км слободним стилом.
Ha Светском првенству 2013. године у Вал ди Фиеме-у освојио је своје прве медаље на Светским првенствима. Златом се окитио у дисциплини 30 km потера, а сребро је освојио на 50 km класичним стилом. Сребро у скиатлону освојио је 2015.
Колоња је троструки победник Светског купа. Три пута је освајао такмичење Tour de ski.
Његов млађи брат, Ђанлука Колоња, је такође скијашки тркач.